# Frédéric-Auguste Blache
Pour les articles homonymes, voir Blache.
Ne doit pas être confondu avec Auguste Blache.
Œuvres principales
La Laitière suisse (1823)
Polichinelle vampire (1823)
Frédéric-Auguste Blache est un danseur, chorégraphe et maître de ballet français né à Marseille le 26 février 1790 et mort à Bordeaux le 27 septembre 1853. Il est le fils de Jean-Baptiste Blache et le frère aîné d'Alexis Blache.

## Biographie
Il travaille comme chorégraphe et maître de ballet au Théâtre de la Porte-Saint-Martin de 1816 à 1825, remplacé ensuite par Jean Coralli, tandis qu'il entre à l'Ambigu-Comique où il remonte avec succès la plupart des œuvres de son père, jusqu'en 1830.
On ignore ce qu'il advient de lui par la suite.

## Principaux ballets
Sauf indication contraire, toutes les œuvres ont été créées au Théâtre de la Porte-Saint-Martin
- 1816 : Le Barbier de la cité ou Un pied dans l'abîme, mélodrame de Théodore Baudouin d'Aubigny, musique d'Alexandre Piccinni
- 1817 : Daniel ou la Fosse aux lions, pantomime
- 1817 : Haroun-al-Raschid et Zobéïde ou le Calife généreux, ballet-pantomime, avec son père
- 1818 : Lisbeth et Muller ou la Fille-soldat, ballet-pantomime, avec son père
- 1823 : La Laitière suisse, ballet-pantomime, avec Antoine Titus
- 1823 : Les Lauriers d'Ibérie ou la France victorieuse, ballet de circonstance (Grand Théâtre de Bordeaux)
- 1823 : Polichinelle vampire, pantomime, musique de M. Alexandre
- 1824 : La Chasse aux oiseaux ou les Deux Volières (Grand Théâtre de Bordeaux)
- 1824 : Le Déserteur, ballet-pantomime d'après Dauberval
- 1824 : Le Gascon à trois visages, folie-parade de M. Gabriel
- 1824 : Jean-Jean ou les Bonnes d'enfants, ballet-pantomime, avec Charles-François Mazurier
- 1824 : Milon de Crotone ou les Deux Athlètes, pantomime historique, avec Maurice Alhoy
- 1825 : Jocko ou le Singe du Brésil, ballet-pantomime d'Edmond Rochefort, musique d'Alexandre Piccinni
- 1829 : Cocambo, ou l'Ambassade à Smyrne (Ambigu-Comique)